# 漳水之战
漳水之战，东汉建武二年（26年）春，劉秀统一河北之戰时，在邺城（今河北省临漳县西南）漳水之上击灭檀乡军余部的战役。
东汉建武二年（26年）春，檀乡军与五校军合兵进扰魏郡（治邺城）、清河郡（郡治清阳县，今河北省清河县东南）。汉光武帝派大司马吴汉率王梁、朱祐、杜茂等九将军进讨。吴汉与檀乡军在邺东漳水之上作战，檀乡战败，被斩首和归降的共计十余万，余部退入西山，推举黎伯卿为首领，继续抵抗。吴汉率兵攻破西山，黎伯卿战死，余者死伤殆尽。刘秀再命王梁、杜茂率兵安抚魏郡、清河郡、东郡（郡治濮阳县，今河南省濮阳市西南），平定河北民变军所有营垒。